# Посольство Азербайджану в Україні
Посольство Азербайджану в Києві (азерб. Azərbaycan Respublikasının Ukrayna Respublikasındakı səfirliyi) — офіційне дипломатичне представництво Азербайджану в Україні, відповідає за розвиток та підтримання відносин між Азербайджаном та Україною.

## Історія посольства

### Історія з 1918 року
Після проголошення незалежності 28 травня 1918 року Азербайджанською Демократичною Республікою почалися налагодження азербайджансько-українських відносин.
З 1918 року інтереси Азербайджану в Києві представляв консул Джаліл Садихов, який очолював Комісаріат Азербайджанської Демократичної Республіки в Українській державі, що був створений 10 жовтня 1918 року в Києві. Комісаріат функціонував за адресою: м. Київ, вулиця Прозорівська, 15.
Помічник Джаліла Садихова Юсиф Салех, секретар Мір Джалал Міртагієв і дипломатичний кур'єр Мамед Таги Султанов здобули освіту на медичному факультеті Імператорського Університету імені Святого Володимира. Другий секретар дипломатичного представництва Джахангир Гамзаев здобув освіту на юридичному факультеті Університету імені Святого Володимира в 1910—1914 роках і після завершення навчання залишився в Києві.
1 листопада 1918 року Азербайджан призначив своїм дипломатичним представником в Києві Мир Юсуф Везирова. В січні 1919 року з метою встановлення зв'язку Азербайджану з кримською директорією міністр закордонних справ Азербайджану доручив дипломатичному представнику Азербайджану в Україні Мир Юсуф Везирову бути представником при кримському уряді.

### Історія з 1991 року
Після проголошення незалежності Україною 24 серпня 1991 року Азербайджан визнав Україну 6 лютого 1992 року. 06 лютого 1992 року між Україною та Азербайджаном було встановлено дипломатичні відносини. Посольство України в Азербайджані діє з 5 травня 1996 року, Посольство Азербайджану в Україні відкрито 12 березня 1997 року.
У березні 2022 року Азербайджан тимчасово зупиняв роботу посольства в Києві під час повномасштабного вторгнення російських військ до України, 30 квітня роботу посольства було відновлено.

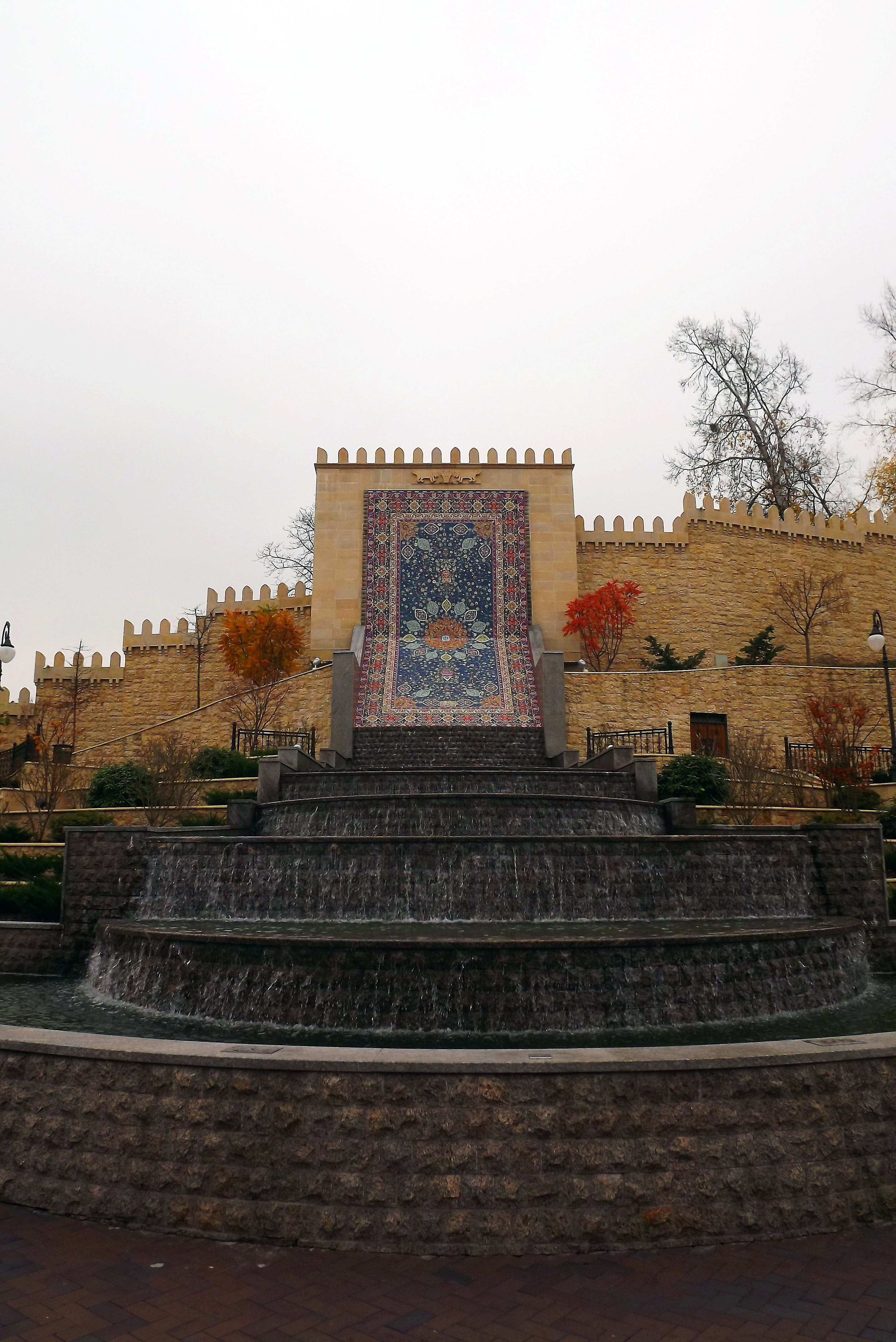
Фонтан у сквері біля посольства

## Посли Азербайджану в Україні
1. Джаліл Садихов (Cəlil Sadıxov) (1918), консул[3]
2. Юсиф Везир Чеменземінлі (Yusif Vəzir Çəmənzəminli) (01.11.1918-07.1919), представник[4][5][6]
3. Абдул-Алі Таїр-огли (Əbdül-Əli Tair oğlu) (1921—1923), посол АСРР в УСРР.[7]
4. Назім Гусейн огли Ібрагімов (Nazim İbrahimov) (1997—2001), посол
5. Талят Мусеіб огли Алієв (Tələt Əliyev) (2001—2010), посол
6. Ейнула Ядулла оглу Мадатлі (Eynulla Mədətli) (2010—2015), посол
7. Назім Спартак оглу Алієв (Nazim Spartak oğlu Əliyev) (2015—2016), т.п.
8. Азер Худаяр оглу Худієв (Azər Xudiyev) (2016—2020)[8][9]
9. Ельміра Ахундова (Elmira Hüseyn qızı Axundova) (2020—2023)[10]
10. Сеймур Мардалієв (Seymur Qurban oğlu Mərdəliyev) (з 2023)[11].